# أليسون برنس
أليسون برنس (بالإنجليزية: Alison Prince)‏ هي كاتِبة وكاتبة للأطفال بريطانية، ولدت في 26 مارس 1931.

## وصلات خارجية
- الموقع الرسمي
- أليسون برنس على موقع IMDb (الإنجليزية)
- أليسون برنس على موقع قاعدة بيانات الفيلم (الإنجليزية)